# Bisalto (pan)

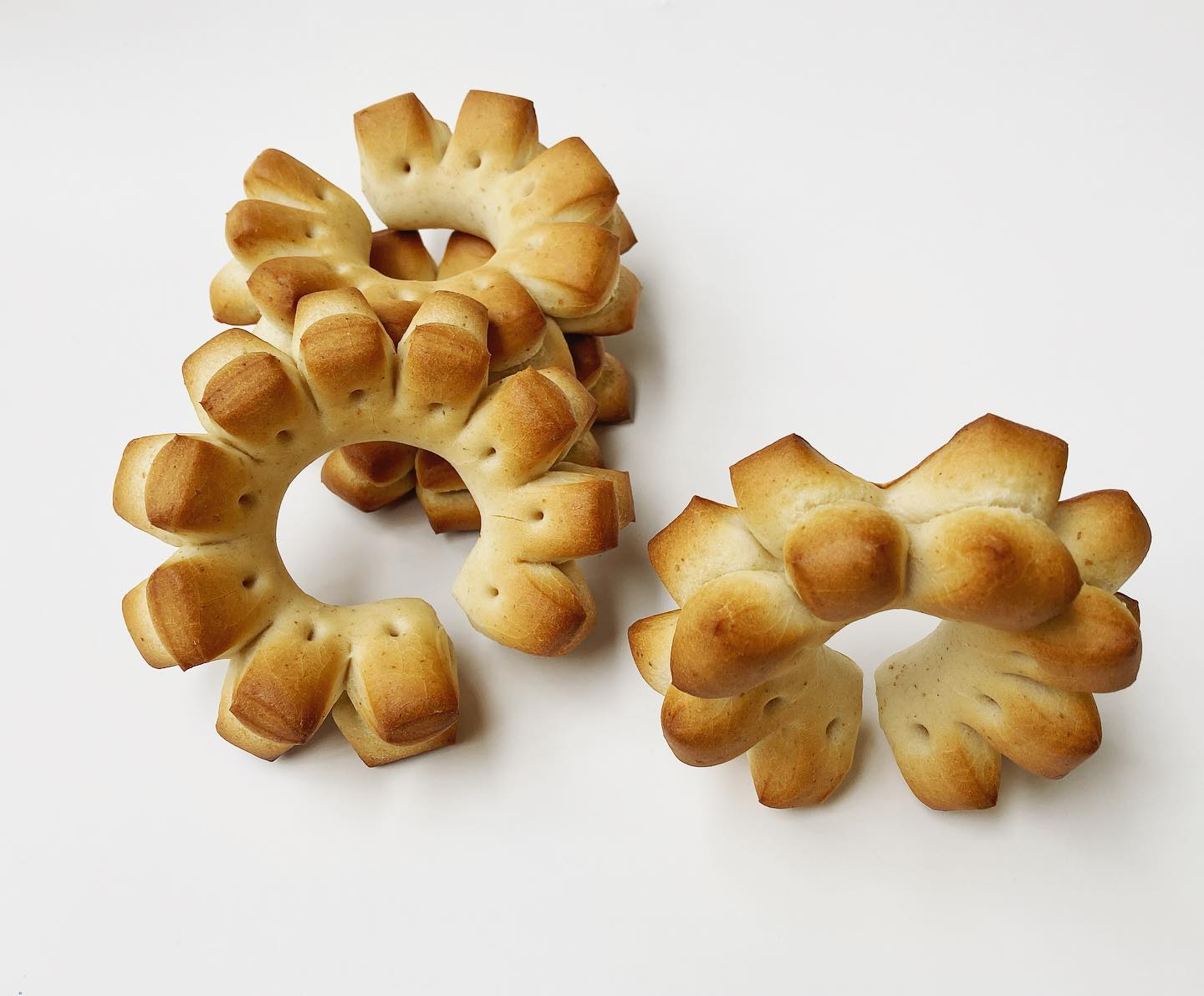
Bisaltos de Aragón

Los bisaltos, bisartos o bisalticos son panecillos salados con forma de media corona, típicos de Aragón, en España, y en particular de Calatayud, Almunia y Tarazona. Se hacen con masa de pan candeal y acompañan las comidas y meriendas aragonesas.

## Características
Contiene harina panificable suave (~W130), agua, masa madre, levadura y sal. Su peculiar forma de herradura lobular es lo que le da su nombre, puesto que «bisalto» es el nombre aragonés para las vainas de tirabeque o guisante. 
El bisalto se forma con una tira alargada la cual está seccionada longitudinalmente, lo que le proporciona un doble bisel. Perpendicular a ello se le practican numerosos cortes que resultan en una especie de rueda dentada.
La masa de los bisaltos es una masa bregada o candeal, la cual se logra mediante sucesivas sobadas en una bregadora, y de esta forma se obtiene una masa lo suficientemente dura como para moldearla y darle formas extrañas. Según el autor y panadero Ibán Yarza, el bisalto aragonés «es una de las manifestaciones más septentrionales del pan candeal, en la zona de Zaragoza, donde recibe el nombre de pan macerado o amacerado». A la masa candeal también se la llama «masa metida en harina».